# Arrenurus falcicaudatus
Arrenurus falcicaudatus är en kvalsterart som beskrevs av Wilson 1959. Arrenurus falcicaudatus ingår i släktet Arrenurus och familjen Arrenuridae. Inga underarter finns listade i Catalogue of Life.